# Digenis Oroklinis
Athletic Club Digenis Oroklinis (tiếng Hy Lạp: Διγενής Βορόκλινης) là một câu lạc bộ bóng đá Cộng hòa Síp đến từ làng Oroklini ở quận Larnaca. Câu lạc bộ được thành lập năm 1952. Mùa giải 2014-15 là lần đầu tiên đội bóng thi đấu ở Giải bóng đá hạng nhì quốc gia Cộng hòa Síp. Màu sắc của đội bóng là trắng và xanh dương.

## Lịch sử
Digenis được thành lập năm 1952 với tên gọi Athletic Club Omonia Oroklinis. Năm 1983 một cuộc họp chung của hiệp hội quyết định đổi tên thành Digenis. Phù hiệu câu lạc bộ có chứa năm 1983 là lúc mà tên câu lạc bộ thay đổi.
Câu lạc bộ cũng nhiều lần góp mặt ở Hạng ba và Hạng tư.

## Đội hình hiện tại
Tính đến 21 tháng 9 năm 2017
Ghi chú: Quốc kỳ chỉ đội tuyển quốc gia được xác định rõ trong điều lệ tư cách FIFA. Các cầu thủ có thể giữ hơn một quốc tịch ngoài FIFA.
| Số | VT | Quốc gia     | Cầu thủ                                    |
| -- | -- | ------------ | ------------------------------------------ |
| 1  | TM | Cộng hòa Síp | Andreas Stampolis                          |
| 3  | TĐ | Bờ Biển Ngà  | Flavien Tamou                              |
| 4  | HV | Cộng hòa Síp | Andreas Chimonas                           |
| 6  | HV | Hy Lạp       | Kostas Kotsaridis                          |
| 7  | TĐ | Cộng hòa Síp | Giorgos Katsiati (mượn từ Ermis Aradippou) |
| 8  | HV | Cộng hòa Síp | Christoforos Charalambous                  |
| 9  | TV | Litva        | Mindaugas Kalonas                          |
| 10 | TĐ | Pháp         | Esmel Anicet                               |
| 14 | TV | Cộng hòa Síp | Nicolas Katsouris (Đội trưởng)             |
| 16 | HV | Cộng hòa Síp | Loizos Papasavvas                          |
| 18 | HV | Cộng hòa Síp | Apostolos Christofides                     |
| 19 | TĐ | Cộng hòa Síp | Manolis Manoli                             |

| Số | VT | Quốc gia     | Cầu thủ                                        |
| -- | -- | ------------ | ---------------------------------------------- |
| 20 | HV | Ghana        | Zest Banahene                                  |
| 22 | HV | Cộng hòa Síp | Savvas Lambros Panayiotou                      |
| 24 | TĐ | Cộng hòa Síp | Petros Kourou                                  |
| 27 | TM | Cộng hòa Síp | Marios Frantzis                                |
| 30 | TM | Cộng hòa Síp | Andreas Photiou                                |
| 33 | TĐ | Cộng hòa Síp | Vladislav Breguntov (mượn từ Apollon Limassol) |
| 45 | TĐ | Cộng hòa Síp | Ioan Paisios Stef                              |
| 80 | TV | Cộng hòa Síp | Georgios Koutouna                              |
| 88 | TĐ | Cộng hòa Síp | Giannis Savva                                  |
| 94 | TV | Cộng hòa Síp | Nektarios Kattos                               |
| 99 | TĐ | Cộng hòa Síp | Antreas Anastasiou                             |

Đối với các chuyển nhượng gần đây, xem Danh sách chuyển nhượng bóng đá Cộng hòa Síp mùa hè 2017.

## Lịch sử giải đấu
Bảng dưới đây cho thấy quá trình của câu lạc bộ theo thời gian (dựa vào các dữ liệu tìm thấy được).
| Mùa giải | Hạng đấu | Vị thứ |
| -------- | -------- | ------ |
| 2008-09  | C        | thứ 5  |
| 2009-10  | C        | thứ 11 |
| 2010-11  | C        | thứ 12 |
| 2011-12  | D        | thứ 1  |
| 2012-13  | C        | thứ 3  |
| 2013-14  | B2       | thứ 4  |
| 2014-15  | B        | thứ 13 |

## Danh hiệu
- Giải bóng đá hạng tư quốc gia Cộng hòa Síp: 2

2007–08, 2011–12
- Cúp bóng đá Cộng hòa Síp cho các hạng đấu thấp hơn:

Á quân: (1) 2008–09